# Elitettan
De Elitettan is sinds 2013 de naam van de op een na hoogste vrouwenvoetbaldivisie in Zweden. De Elitettan is net als de Allsvenskan een nationale competitie en bestaat ook uit 16 clubs. Het seizoen start gelijk aan de Allsvenskan in april en eindigt in oktober/november.